# Buridda
Sotto il nome di buridda, o buridda di pesce, sono compresi diversi piatti a base di pesce, tipici della cucina ligure e provenzale, dalla ricetta variabile a seconda delle zone e del periodo storico. È un piatto considerato facente parte delle zuppe di pesce, da tempo elencato tra le più tradizionali in Italia insieme al cacciucco di Livorno e al brodetto delle Marche. Il nome è simile sia a quello che designa una zuppa di pesce provenzale (bourride), sia una preparazione sarda per condire i pesci lessati come palombo e gattuccio (detta burrida), ma il tipo di preparazione è differente.
Nota in genovese anche come "pesce in tocchetto".

## Ingredienti e varianti
La buridda tradizionale era un misto di pesce tagliato a piccoli pezzi (stoccafisso, grongo, palombo, ecc...), cucinato in umido con olio di oliva, pinoli, funghi, capperi, prezzemolo e/o altri aromi. 
Ricette più recenti propongono anche l'uso di triglie, seppie e moscardini, coda di rospo, oltre all'uso di cipolle, pomodori e vino bianco al posto o in aggiunta agli ingredienti vegetali classici.
Esistono poi varianti con il solo stoccafisso come pesce presente (buridda di stoccafisso) o di seppie (buridda di seppie, nota in italiano anche come  "seppie con i piselli") con piselli, patate e pomodori oppure con seppie e carciofi e pomodori. L'uso dei piselli o dei carciofi in passato dipendeva anche dalla diversa disponibilità delle due verdure durante i periodi dell'anno. Nella provincia di Savona in passato era riportata dai ricettari la sostituzione di funghi, cipolle e carote con bietole, olive ed acciughe, differenziando quindi la buridda di stoccafisso savonese da quella genovese.
In alcune versioni della ricetta viene aggiunta una piccola quantità di acciughe da far soffriggere insieme agli aromi (aglio, cipolla, prezzemolo, carota, ecc...).
A seconda delle varianti e degli ingredienti impiegati il tempo di preparazione può andare dall'ora alle due ore abbondanti.
Simile alla buridda di stoccafisso è lo stoccafisso in umido alla genovese, che prevede la presenza di olive e patate.